# Radek Tóth
Radek Tóth (* 5. Januar 1968 in Slaný) ist ein ehemaliger tschechischer Eishockeytorwart, der viele Jahre in der tschechoslowakischen 1. Liga und tschechischen Extraliga spielte. In Deutschland war er für die Iserlohn Roosters, Moskitos Essen und den ETC Crimmitschau in der Deutschen Eishockey Liga und der 2. Bundesliga aktiv. Nach seiner Spielerkarriere war er als Torwarttrainer tätig.

## Karriere
Radek Tóth begann seine Karriere im Nachwuchsbereich des HC Sparta Prag und kam bis 1988 auch mehrmals in der 1. Liga zum Einsatz. Von 1988 bis 1990 spielte er für den HC Dukla Trenčín. Nach einem Jahr beim TJ Motor České Budějovice kehrte Tóth schließlich zum HC Sparta Prag zurück. Dort feierte er seinen größten Erfolg mit der Meisterschaft 1993. Nach fünf Jahren in Prag wechselte er 1996 zum HC Kralupy nad Vltavou in die zweitklassige 1. Liga. In der Saison 1997/98 spielte er für den HC Kladno. 1998 unterschrieb Tóth einen Vertrag bei den Moskitos Essen. Mit seinem Team stieg er in die Deutsche Eishockey Liga auf und blieb noch ein Jahr, bevor er sich zur Saison 2000/01 dem Ligarivalen Iserlohn Roosters anschloss. Dort bildete Tóth mit Duane Derksen das Torhüterduo des Aufsteigers. Nach der Saison wechselte er zum ETC Crimmitschau. Dort spielte er vier Jahre, hatte in dieser Zeit aber auch mit Verletzungsproblemen zu kämpfen, die ihn 2005 zum Karriereende zwangen. Während der Saison 2006/07 versuchte Tóth ein Comeback in der Regionalliga bei der SG Weißwasser/Niesky. Dort brach seine Knieverletzung allerdings schon im ersten Spiel im Januar 2007 wieder auf, sodass es bei dieser einen Partie blieb.
Von 2010 bis 2014 war Tóth Torwarttrainer beim HC Sparta Prag. Dort war er sowohl für die erste Mannschaft, als auch für verschiedene Nachwuchsmannschaften verantwortlich. Zeitgleich arbeitete er auch beim Tschechischen Eishockeyverband als Torwarttrainer der Nachwuchsnationalmannschaften.

### International
Tóth spielte bei der U18-Junioren-Europameisterschaft 1985 und 1986. Während der Saison 1990/91 absolvierte er drei Spiele für die Tschechoslowakische Nationalmannschaft im Seniorenbereich.

## Erfolge und Auszeichnungen
- 1993 Tschechoslowakischer Meister mit dem HC Sparta Prag
- 1999 Meister der 2. Bundesliga und Aufstieg in die Deutsche Eishockey Liga mit den Moskitos Essen
- 1999 Bester Torwart der 2. Bundesliga
- 1999 Bester Spieler der 2. Bundesliga
- 2000 DEL All-Star Game

## Karrierestatistik
(Legende zur Torhüterstatistik: GP oder Sp = Spiele insgesamt; W oder S = Siege; L oder N = Niederlagen; T oder U oder OT = Unentschieden oder Overtime- bzw. Shootout-Niederlage; Min. = Minuten; SOG oder SaT = Schüsse aufs Tor; GA oder GT = Gegentore; SO = Shutouts; GAA oder GTS = Gegentorschnitt; Sv% oder SVS% = Fangquote; EN = Empty Net Goal; 1 Play-downs/Relegation; Kursiv: Statistik nicht vollständig)